# Mermaid’s chair

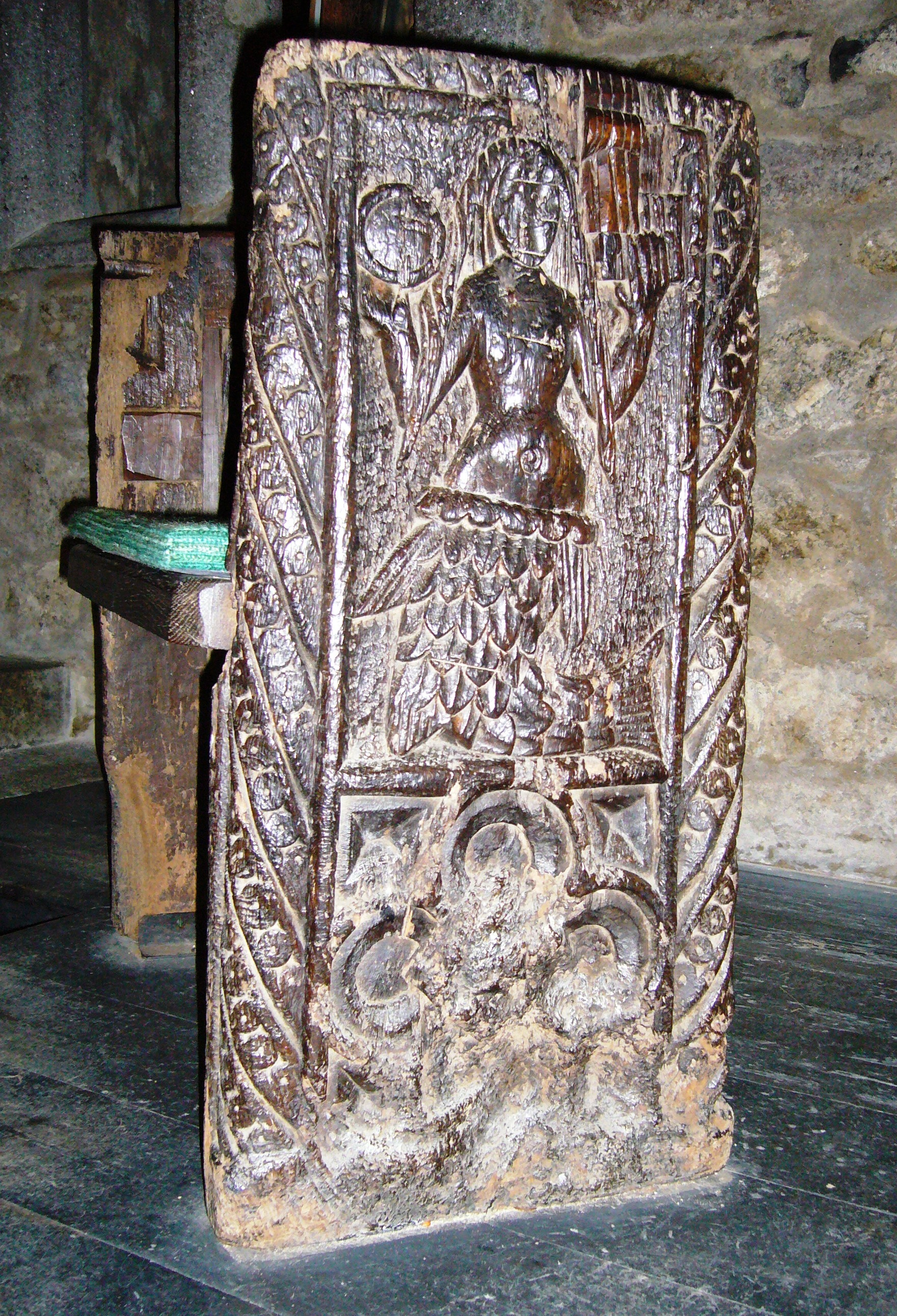
Der Mermaid’s chair

Der Mermaid’s chair befindet sich in der über 1000 Jahre alten St. Senara-Kirche in Zennor in Cornwall in England. Der Sessel der Meerjungfrau ist eine Schnitzerei, der sich auf dem Kopfstück einer alten Bank befand, das zu dem Sessel verarbeitet wurde. Er soll etwa 600 Jahre alt sein. In einer Hand hält die Nixe einen Spiegel und der anderen einen Kamm, Symbole die auch auf piktischen Symbolsteinen erscheinen. Sie hat gewisse Ähnlichkeit mit Aphrodite – wie die Nixe kam auch die griechische Liebesgöttin aus dem Meer.

## Legende
Die Legende erzählt von Mathew Trewella, einem gutaussehenden jungen Mann, der Hymnen in der Kirche sang. Eine Nixe, die der Sage nach in einer benachbarten kleinen Bucht lebte, war von seiner Stimme entzückt. Sie kam in die Kirche und lockte Mathew zu der kleinen Bucht an der Pendover Cave, die heute Mermaid’s Cove heißt, wo er ihr in die Wellen folgte und nie wieder gesehen wurde. In lauen Sommernächten soll man beide in den Wellen singen hören.
The Mermaid chair ist auch ein Roman von Sue Monk Kidd.